# Escuadrón de Vuelo Básico
El Escuadrón de Vuelo Básico es una unidad de vuelo de la Fuerza Aérea Uruguaya creada el 8 de mayo de 2015. Forma parte de la Escuela Militar de Aeronáutica, operando desde la Base Aérea "General Artigas" en Pando, Canelones. Su función principal es seleccionar y formar a los futuros pilotos militares de la Fuerza Aérea, a través del Curso de Vuelo de Básico, y empleando aeronaves de entrenamiento Aermacchi SF-260EU.

## Historia

#### Antecedentes
Si bien el Escuadrón de Vuelo Básico fue creado el 8 de mayo de 2015, fecha que comparte con el aniversario del Escuadrón Aéreo N.° 2 (Caza), la Unidad cuenta como unidades antecesoras al Grupo de Mantenimiento y Abastecimiento y a la Jefatura de Operaciones de la Escuela Militar de Aeronáutica, habiéndose operando con anterioridad con aeronaves como North American T-6 Texan, Cessna T-41 Mescalero o Beechcraft T-34 Mentor.

#### Actualidad
El entrenador primario de vuelo de la Fuerza Aérea Uruguaya es, desde el año 1999, el Aermacchi SF-260EU. Esta aeronave reemplazó al Beechcraft T-34 Mentor en su función de entrenador primario en el año 2000. De un total de 13 aviones SF-260EU adquiridos, 11 se encuentran en servicio. Uno de ellos, el FAU 616, fue perdido en un accidente mortal en abril de 2003. Por otra parte, el 13 de octubre de 2023 se realizó un vuelo en formación con otras aeronaves del Escuadrón de Vuelo Básico, con motivo de despedir al SF-260EU matrícula FAU 614. Si bien la aeronave no fue retirada de servicio, la falta de capacidades en el país no permiten que pueda proseguir con su actividad de vuelo, pues al haber volado un total de 3000 horas, es necesario que sea exhaustivamente inspeccionada, algo que actualmente escapa a las capacidades de la institución.
El Escuadrón de Vuelo Básico también se encuentra equipado con una aeronave Beechcraft UB-58 Baron, un Piper PA-18-135 Super Cub, y un planeador LET L-13 Blaník, totalizando 14 aeronaves.
Tras cuatro años de formación, los Cadetes de la Escuela Militar de Aeronáutica se gradúan como Alféreces de los Escalafones A (Aviadores) o B (Navegantes) del Cuerpo Aéreo de la Fuerza Aérea Uruguaya, independientemente de haber aprobado o no el Curso de Vuelo Básico impartido por el Escuadrón de Vuelo Básico. Posteriormente, su instrucción teórica, práctica y de vuelo avanzadas necesarias para poder desempeñarse en el resto de los escuadrones de la Fuerza Aérea es llevada a cabo en el Escuadrón de Vuelo Avanzado, volando aeronaves de entrenamiento avanzado Pilatus PC-7U Turbo Trainer, en Santa Bernardina, Durazno.

Grado de Alférez, egresado de la Escuela Militar de Aeronáutica de la Fuerza Aérea Uruguaya, que se encuentra sobre ambas mangas de los uniformes de servicio.